# NK Šmartno 1928
Nogometni klub Šmartno 1928 (tiếng Việt: Câu lạc bộ bóng đá Šmartno 1928), thường hay gọi NK Šmartno hoặc đơn giản Šmartno, là một câu lạc bộ bóng đá Slovenia đến từ Šmartno ob Paki, hiện tại thi đấu ở Giải bóng đá hạng ba quốc gia Slovenia, giải đấu cao thứ ba ở Slovenia. Câu lạc bộ được thành lập sau sự tan rã của NK Šmartno ob Paki, một đội bóng thi đấu tại giải hạng nhất Slovenia, 1. SNL, vì nhiều lý do và đã giải thể. Tuy nhiên, câu lạc bộ mới được thành lập năm 2005 không phải là kế vị hợp pháp của câu lạc bộ đã giải thể.

## Danh hiệu
- Giải bóng đá hạng ba quốc gia Slovenia: 1

2009–10
- Giải bóng đá hạng tư quốc gia Slovenia: 2

2006–07, 2017–18
- Giải bóng đá hạng năm quốc gia Slovenia: 1

2005–06
- MNZ Celje Cup: 2

2012–13, 2013–14

## Lịch sử giải đấu
| Mùa giải | Giải đấu                  | Vị thứ |
| -------- | ------------------------- | ------ |
| 2005–06  | MNZ Celje (cấp độ 5)      | thứ 1  |
| 2006–07  | Styrian League (cấp độ 4) | thứ 1  |
| 2007–08  | 3. SNL – Đông             | thứ 2  |
| 2008–09  | 3. SNL - Đông             | thứ 5  |
| 2009–10  | 3. SNL - Đông             | thứ 1  |
| 2010–11  | 2. SNL                    | thứ 10 |
| 2011–12  | 2. SNL                    | thứ 10 |
| 2012–13  | 2. SNL                    | thứ 8  |
| 2013–14  | 2. SNL                    | thứ 6  |
| 2014–15  | 2. SNL                    | thứ 10 |
| 2015–16  | 3. SNL – Bắc              | thứ 12 |
| 2016–17  | 3. SNL – Bắc              | 1thứ 4 |
| 2017–18  | MNZ Celje (cấp độ 4)      | thứ 1  |
| 2018–19  | 3. SNL – Bắc              | thứ 3  |